# La Caseta de Buscatells
La Caseta de Buscatells és una masia al sud del terme de Maçanet de la Selva (la Selva) inclosa a l'Inventari del Patrimoni Arquitectònic de Catalunya.

## Arquitectura
Masia de planta rectangular, composta per dues plantes; presenta dues parts ben diferenciades: per una banda, el cos antic, on s'observa un predomini d'obertures adovellades, de llinda monolítica amb muntants de pedra. En aquest primer cos, s'observa un predomini de la pedra, a base de carreus i fragments irregulars. Mentre que per l'altra, el cos nou, poblat d'obertures simples sense cap element a destacar, i està compost seguint la modalitat d'obra vista, a base de rajols. En el coronament de la façana, destaca el rellotge de sol bicromàtic – blau i groc- i la teulada es tracta d'una coberta de vessants a laterals.

## Història
Antigament se'n deia la caseta d'en Vidal per ser una masoveria del Mas Vidal de Fogars. Era domini directe de Maria Francesca Soms Sala i Alemany. Aquesta casa, tot i que es troba en la línia que separa Maçanet de la Selva de Fogars els més antics la situaven al terme de Maçanet i actualment és propietat de la masia de Buscastells i agregada a la mateixa. Abans del 1669, n'eren propietaris en Joan Vidal i el seu fill Andreu. Més tard, ho va heretà Paula Castelló Vidal. Al 1700, n'era propietari en Francesc Barber Cayuro, casat amb Francesca Jelpí Castellí i Vidal. Aquests s'ho vengueren l'any 1701 a Francesc Buscastell. A partir d'aleshores anirà junt amb Can Buscastells. La filla Maria Buscastell l'heretà al 1732 i es va casar amb Josep Sabater, seguint les herències de la família Buscastell fins a mitjans dels anys vuitanta del segle passat, en què n'era propietari en Josep Maria Tusell i Vendrell. La caseta sempre ha estat una masoveria de les esmentades cases pairals i actualment és utilitzada com a segona residència.